# Phygasia ruficollis
Phygasia ruficollis es una especie de insecto coleóptero de la familia Chrysomelidae. Fue descrita en 1993 por Wang in Wang & Yu.